# 신하철
신하철(1934년 2월 15일~)은 대한민국의 정치인이다. 제13대 국회의원을 지냈다.

## 역대 선거 결과
|  | 8.42% |

|  | 8.45% |

|  | 24.93% |

|  | 26.84% |

|  | 4.06% |

|  | 2.44% |

|  | 2.02% |

|  | 3.72% |